# Гарпер (округ, Оклахома)
Шаблон:StateAbbr_ 36°47′ пн. ш. 99°39′ зх. д. / 36.78° пн. ш. 99.65° зх. д.
Округ  Гарпер (англ. Harper County) — округ (графство) у штаті  Оклахома, США. Ідентифікатор округу 40059.

## Історія
Округ утворений 1907 року.

## Демографія
За даними перепису 
2000 року 
загальне населення округу становило 3562 осіб, усе сільське.
Серед мешканців округу чоловіків було 1750, а жінок — 1812. В окрузі було 1509 домогосподарств, 1030 родин, які мешкали в 1863 будинках.
Середній розмір родини становив 2,87.
Віковий розподіл населення поданий у таблиці:
| Стать    | До 15 років | 15-21 | 22-29 | 30-39 | 40-49 | 50-65 | 65-85 | Понад 85 |
| -------- | ----------- | ----- | ----- | ----- | ----- | ----- | ----- | -------- |
| Чоловіки | 316         | 170   | 132   | 205   | 295   | 294   | 301   | 37       |
| Жінки    | 327         | 158   | 108   | 195   | 280   | 309   | 364   | 71       |

## Суміжні округи
- Команчі, Канзас — північний схід
- Вудс — схід
- Вудворд — південний схід
- Елліс — південь
- Бівер — захід
- Кларк, Канзас — північний захід

## Виноски
1. ↑  U.S. Decennial Census. United States Census Bureau. Архів оригіналу за 12 травня 2015. Процитовано 21 лютого 2015.
2. ↑  Historical Census Browser. University of Virginia Library. Архів оригіналу за 11 серпня 2012. Процитовано 21 лютого 2015.
3. ↑  Forstall, Richard L., ред. (27 березня 1995). Population of Counties by Decennial Census: 1900 to 1990. United States Census Bureau. Архів оригіналу за 19 лютого 2015. Процитовано 21 лютого 2015.
4. ↑  Census 2000 PHC-T-4. Ranking Tables for Counties: 1990 and 2000 (PDF). United States Census Bureau. 2 квітня 2001. Архів оригіналу (PDF) за 18 грудня 2014. Процитовано 21 лютого 2015.
5. ↑  State & County QuickFacts. United States Census Bureau. Архів оригіналу за 6 червня 2011. Процитовано 9 листопада 2013.(англ.) Наведено за англійською вікіпедією.
6. ↑  American FactFinder. Бюро перепису населення США. Архів оригіналу за 21 травня 2008. Процитовано 31 січня 2008.

| США | Це незавершена стаття з географії США. Ви можете допомогти проєкту, виправивши або дописавши її. |